# Carlos Manuel Cox
Carlos Manuel Cox Roose (Trujillo, 2 de agosto de 1902 - Lima, 18 de julio de 1986) fue un abogado, economista y político aprista peruano. Fue uno de los fundadores del partido aprista y su primer secretario general; así como dos veces diputado constituyente (1931-1932 y 1978-1979), diputado en 1945-1948, y dos veces senador (1963-1968 y 1980-1985), llegando a ser presidente de su cámara en 1968. Dirigió en diferentes etapas los equipos técnico-económicos de su partido.

## Biografía
Sus padres fueron Guillermo Cox Bueno y Alicia Roose Herrera. Cursó estudios en las facultades de Letras (1919-1920) y Derecho (1921-1922) de la Universidad Nacional de Trujillo, y fue integrante del Grupo Norte, que reunía a parte de la intelectualidad del norte del país. Prosiguió sus estudios de Derecho en la Universidad Nacional Mayor de San Marcos (1924-1926) y en la Universidad Nacional de San Agustín de Arequipa (1926). Pero no culminó entonces sus estudios debido a su activa participación en los movimientos estudiantiles contra el gobierno de Augusto B. Leguía. Desterrado a México, se sumó a las actividades del APRA, movimiento de carácter continental (“indoamericano”), recién fundado por su amigo y paisano Víctor Raúl Haya de la Torre. 
Al producirse la caída de Leguía en 1930 retornó al Perú y fue uno de los organizadores del partido aprista peruano (PAP), siendo su primer secretario general, elegido en el primer Congreso Nacional partidario realizado en Lima, en agosto de 1931. Por enfermedad, a fines de dicho año dejó el cargo a Luis Heysen.
Por entonces retomó sus estudios universitarios y se graduó de bachiller en Letras en la Universidad de Trujillo (1931). Elegido diputado por La Libertad, se incorporó al Congreso Constituyente de 1931, donde junto con el resto de sus colegas apristas hizo una exacerbada oposición. En represalia, el gobierno de Sánchez Cerro lo desaforó, junto con toda la bancada aprista (18 de febrero de 1932). Apresado y exiliado, pasó a Chile.

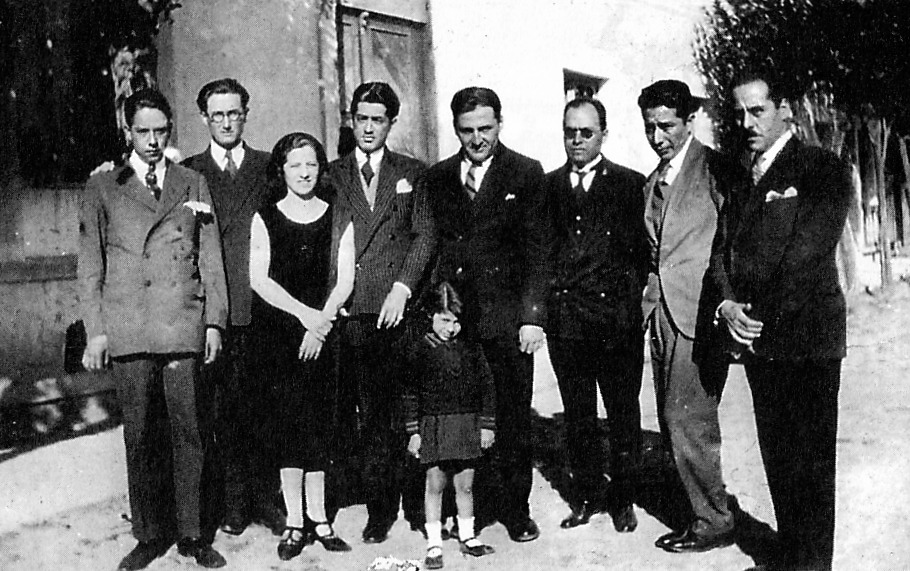
Célula de desterrados apristas en México, 1929. De izquierda a derecha: Pavletich, Carlos Manuel Cox, Magda Portal, Serafín Delmar, Haya de la Torre, Enríquez y Vásquez Díaz.

Regresó al Perú cuando se formó el Frente Democrático Nacional que auspició la candidatura presidencial de José Luis Bustamante y Rivero, la que a la postre obtuvo el triunfo (1945). Fue elegido diputado por la provincia de Trujillo; pero pasó a la clandestinidad tras el sangriento motín del Callao del 3 de octubre de 1948 que originó la proscripción de su partido y el subsiguiente golpe de Estado del general Manuel A. Odría. Cayó preso en 1950, permaneciendo en el Panóptico como preso político hasta 1953. Por gestiones de su esposa Hilda Cassinelli de Cox, salió libre e inmediatamente fue deportado a los Estados Unidos, en donde laboró como trabajador manual en una fábrica. Fue rescatado como trabajador intelectual por las Naciones Unidas (ONU) y enviado como funcionario de la Oficina de la Comisión Permanente de la ONU establecida en Buenos Aires, Argentina.
Pasó a residir en México, donde efectuó estudios de especialización en la Escuela de Economía de la Universidad Nacional Autónoma. Retornó al Perú en 1956 después de elecciones democráticas que llevaron al poder a Manuel Prado Ugarteche, quien restableció la libertad política para el APRA. Asumió entonces la cátedra de Teoría Económica en la Facultad de Ciencias Económicas de San Marcos, y en la Facultad de Letras de ésta optó grado de Doctor en Historia (1957). Fue nombrado miembro de la Comisión del Perú ante la Asamblea General de las Naciones Unidas que fuera presidida por Raúl Porras Barrenechea y Víctor Andrés Belaunde.
Luego fue elegido senador por el departamento de La Libertad para el período 1963-68 (primer gobierno de Fernando Belaúnde Terry), llegando  a ser presidente de su Cámara en 1968, cargo que ejerció por dos meses hasta el golpe militar del 3 de octubre de ese año. Posteriormente fue elegido diputado nacional a la Asamblea Constituyente de 1978-79; y senador de la República en el período 1980-85 (segundo gobierno de Belaunde).
Fallece en Lima en 1986 y sus restos fueron llevados a Trujillo, su tierra natal, siendo enterrado al lado de su gran amigo y compañero Víctor Raúl Haya de la Torre.

## Obras
- Los salarios en los ferrocarriles nacionales de México (1931), en colaboración con Jesús Silva Herzog y Manuel Vásquez Díaz.
- En torno al imperialismo (1933)
- Ideas económicas del aprismo (1934).
- Petróleo en Sudamérica (1941), en colaboración con Pedro E. Muñiz.
- Dinámica económica del aprismo (1948).
- Utopía y realidad en el Inca Garcilaso (1965), estudio con el cual optó grado de Doctor.

Además editó “Cartas de Haya de la Torre a los prisioneros apristas”.